# Nadezhdy Island
Nadezhdy Island (englisch; russisch Остров Надежды ‚Insel der Hoffnung‘, norwegisch Nadezhdyhalvøya) ist eine 1,5 km lange, eisfreie Felseninsel unmittelbar vor der Prinzessin-Astrid-Küste des ostantarktischen Königin-Maud-Lands. Sie liegt vor der nordzentralen Seite der Schirmacher-Oase.
Erste Luftaufnahmen entstanden bei der Deutschen Antarktischen Expedition (1938–1939). Kartiert und benannt wurde die Insel 1961 von Teilnehmern der Siebten Sowjetischen Antarktisexpedition (1961–1963).